# Mariana Limbău
Mariana Limbău (Vadul Moldovei, 25 agosto 1977) è un'ex canoista romena.
Vinse la medaglia di bronzo di Giochi olimpici di Sydney 2000 nel K-4 500 metri, composto da lei, Raluca Ioniţă, Elena Radu e Sanda Toma.

## Palmarès
- Giochi olimpici
- Sydney 2000: bronzo nel K-4 500 m